# Wüstenhain (Frohburg)
Wüstenhain ist ein Ortsteil der Stadt Frohburg im Süden des Landkreises Leipzig in Sachsen.

## Geographie
Wüstenhain liegt etwa zwei Kilometer südwestlich der Stadt Kohren-Sahlis und einen Kilometer südlich des ebenfalls zu Kohren-Sahlis gehörenden Orts Gnandstein. Weitere Nachbarorte sind das etwa 1,5 km östlich gelegene Rüdigsdorf und das 1,2 km nordwestlich gelegene Dolsenhain. Beide Orte sind ebenfalls Ortsteile von Kohren-Sahlis.
Der Ort besteht aus acht Wohnhäusern und einigen anders genutzten Gebäuden. Wüstenhain ist fast komplett von Feldern umgeben, nördlich des Orts befindet sich ein kleines Waldstück. Der Ort liegt auf etwa 200 m ü. NN, wobei das Gelände Richtung Gnandstein leicht abfällt.
Wenige Hundert Meter westlich von Wüstenhain fließt die Wyhra, ein 47 km langer Nebenfluss der Pleiße, deren Flusslauf zwischen Altmörbitz und Gnandstein von Wald umgeben ist.

## Geschichte
Wüstenhain wurde erstmals 1363 als Wustinhain erwähnt und wurde bis zu dessen Auflösung im Jahr 1856 vom Amt Borna verwaltet. Bis 1764 war die Grundherrschaft Wüstenhains das Rittergut Gnandstein. Nachdem die Verwaltung von 1856 bis 1875 vom Gerichtsamt Frohburg übernommen worden war, kam Wüstenhain 1875 zur Amtshauptmannschaft Borna (später Landkreis Borna).
Bis 1940 war Wüstenhain Landgemeinde, als es nach Gnandstein eingemeindet wurde. Nach Ende des Zweiten Weltkriegs wurde Wüstenhain am 1. Oktober 1948 erneut nach Gnandstein eingemeindet. 1952 entstand der Landkreis Geithain, der bei der Kreisreform am 1. August 1994 im Landkreis Leipziger Land aufging. 1996 wurde Gnandstein mit Wüstenhain nach Kohren-Sahlis eingemeindet. Seit dem 1. Januar 2018 gehört der Ort zur Stadt Frohburg.
Wüstenhain war stets nach Gnandstein gepfarrt.

### Einwohnerentwicklung

Einwohnerentwicklung ab 1834

- 1834: 42 Einwohner
- 1871: 47 Einwohner
- 1890: 43 Einwohner
- 1910: 33 Einwohner
- 1939: 27 Einwohner
- 1946: 111 Einwohner
- 1985: 32 Einwohner
- 2006: 27 Einwohner

### Namensentwicklung
Aus dem Jahr 1363 ist der Ortsname Wustinhain überliefert. Über Wustenhain (1474) und Wüstenhayn (1758) entwickelte sich der Ortsname zum heutigen Namen Wüstenhain.

## Wirtschaft und Infrastruktur

### Verkehr
Wüstenhain ist durch schmale, aber asphaltierte Straßen mit dem Nachbarorten Gnandstein und Rüdigsdorf verbunden. Die Ortsdurchfahrt und Hauptstraße von Wüstenhain ist seit den 1950er Jahren mit Kopfsteinpflaster belegt und war bis 2006 verkehrsberuhigt. Innerorts sind keine Straßenbegrenzungen vorhanden.
In Gnandstein besteht Anschluss an die Kreisstraße 7940 Richtung Kohren-Sahlis und Dolsenhain, wo sich die Staatsstraße 51 befindet. Der nächste Autobahnanschluss ist die Anschlussstelle Geithain der A 72 bei Roda (etwa 8 km entfernt).